# Eric Nshimiyimana
Eric Nshimiyimana (ur. 4 maja 1972 w Bużumburze) - były rwandyjski piłkarz grający na pozycji pomocnika.

## Kariera klubowa
Nshimiyimana urodził się w Burundi, a karierę piłkarską rozpoczął w klubie Prince Louis z Bużumbury. W 1992 roku zadebiutował w nim w rozgrywkach pierwszej lidze burundyjskiej. W debiutanckim sezonie zdobył Puchar Burundi.
W 1996 roku Nshimiyimana przeszedł do APR FC ze stolicy Rwandy, Kigali. Grał w nim do 2005 z przerwą na grę w SC Kiyovu Sport w 1999 roku. W swojej karierze czterokrotnie zostawał mistrzem Rwandy w latach 2000, 2001, 2003 i 2005. Jeden raz zdobył Puchar Rwandy w 2002 roku oraz jeden raz CECAFA Clubs Cup w latach 2004 roku. W 2005 roku zakończył karierę piłkarską.

## Kariera reprezentacyjna
W reprezentacji Rwandy Nshimiyimana zadebiutował w 1996 roku. W 2004 roku został powołany do kadry na Puchar Narodów Afryki 2004. Tam wystąpił we 2 spotkaniach: z Tunezją (1:2) i z Gwineą (1:1).

## Kariera trenerska
Po zakończeniu kariery Nshimiyimana został trenerem. Pełni funkcję selekcjonera reprezentacji Rwandy.